# Moulin de la Tombe
Le Moulin de la Tombe est un moulin à vent situé en région Bretagne, dans le département d'Ille-et-Vilaine, sur la commune de Saint-Ganton au lieudit Gominé.
C'est un moulin de type tour cylindrique. Il se trouve sur une colline à environ 100 mètres d'altitude, à proximité du site de Corbinières.
Ses ailes et sa toiture se sont envolées. Il se transforme peu à peu en ruine.

## Historique
L'origine du moulin n'est pas exactement connue. Mais il est déjà présent sur le premier cadastre local en 1831. 
D'après la légende, le meunier avait pour compagne une belle femme qui séduisait les hommes, offrant généreusement sa compagnie lors des absences de son mari, occupé à livrer ses farines. 
Malheureusement, la jeune et séduisante meunière trouva la mort prématurément. Certains disaient qu'elle s'était épuisée à force de dévouement, tandis que d'autres murmuraient que le meunier, rongé par la jalousie, l'avait mortellement poignardée. 
Aucun hommage funèbre ne fut prononcé. Devant l'entrée du moulin, le meunier creusa une tombe pour y enterrer son épouse. Les paysans qui franchissaient le seuil ignoraient qu'ils piétinaient la dépouille de la belle meunière.
Depuis lors, le moulin fut connu sous le nom de "Moulin de la tombe".

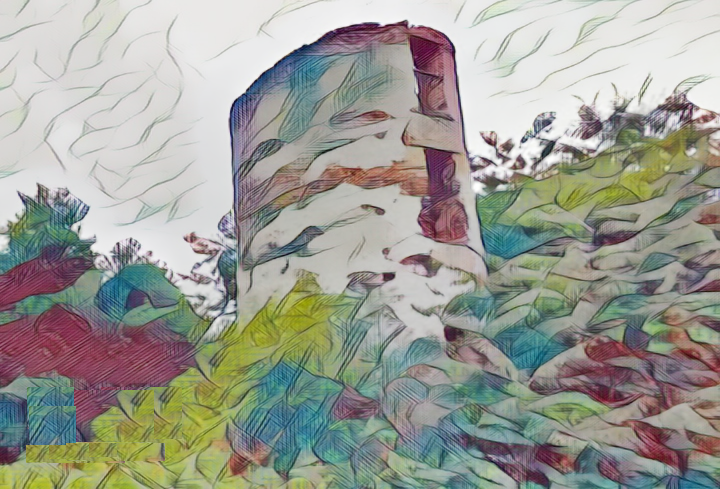
Moulin de la Tombe - Aquarelle.